# Дьявол в деталях
Дья́вол в дета́лях — распространенное идиоматическое выражение, означающее, что в любом явлении есть малозаметные составляющие, которые, тем не менее, сильно влияют на его суть. Выражение происходит от другой фразы «Бог в деталях», выражающий идею о том, что всё, что делается, должно быть сделано тщательно, с вниманием к деталям, так как они важны.

## Происхождение
Идиома «Бог в деталях» приписывалась ряду разных людей, чаще всего немецкому архитектору Людвигу Мису ван дер Роэ (1886—1969), поскольку фраза была опубликована «Нью-Йорк Таймс» в некрологе Миса 1969 года; однако общепризнанно, что ван дер Роэ не был автором этих слов. Выражение очень любил немецкий искусствовед Аби Варбург (1866—1929), хотя биограф Варбурга, Э. Х. Гомбрих, также не уверен, является ли Варбург автором выражения.
Выражение приписывается также Гюставу Флоберу, в формулировке «Le bon Dieu est dans le détail» («добрый Бог в деталях»).
Можно считать, что авторство выражения не установлено, англоязычный справочник цитат Bartlett's Familiar Quotations относит его к анонимным источникам.

## Варианты
Фраза имеет несколько вариантов: (The/a) Devil (is) in detail(s).
Происхождение выражения восходит к другой фразе — «Бог в мелочах», выражающую идею, что любое дело должно быть сделано тщательно (любая деталь имеет значение).
Аналоги идиомы в том же значении есть во многих языках:
- Венгерский: Az ördög a részletekben rejlik. — Дьявол скрыт в деталях.
- Испанский: El diablo está en los detalles. — Дьявол кроется в деталях.
- Итальянский: Il diavolo sta nei dettagli. — Дьявол кроется в деталях.
- Немецкий: Der Teufel steckt im Detail. — Дьявол находится в деталях.
- Чешский: Ďábel je skryt v detailu. — Дьявол скрыт в деталях.
- Шведский: Djävulen sitter i detaljerna. — Дьявол сидит в деталях.
- Болгарский: Малките камъчета преобръщат колата. — Маленькие камешки переворачивают повозку.

## В культуре
- Название романа «Бог мелочей» (The God of Small Things) отсылает к выражению «Бог в деталях».